# Pierre-Alexandre Wille
Pour les articles homonymes, voir Wille.
Pierre-Alexandre Wille, dit « Wille le fils », né le 19 juillet 1748 à Paris où il est mort début mai 1837, est un peintre de genre français.
Fils du graveur Jean-Georges Wille, Pierre-Alexandre fut initié à l’art dans l’atelier de son père et, grâce aux relations de celui-ci put assez aisément se produire. Agréé par l’Académie le 25 juin 1774, il prit part dès lors à la plupart des Salons ainsi qu’à certaines expositions du Salon de la Correspondance en 1775, 1777, 1779, 1781, 1783, 1785, 1787, et en 1819 ; il envoya une aquarelle, mais il n’est pas devenu académicien.
La Révolution ruina du même coup le père et le fils. La femme de ce dernier, Claude-Paule Abau, qu’il avait épousée le 4 juillet 1775 à Saint-André-des-Arts, devint folle à la suite d’une maladie de douze années et de cruels chagrins et on dut l’enfermer à la maison royale de Charenton. Wille, qui avait alors 72 ans, dut solliciter, pour payer la pension de sa femme, un secours de la duchesse d’Angoulême en 1821. Lui-même a probablement terminé ses jours dans la misère dans quelque hôpital, car les recherches aux archives de l’hôtel de ville de Paris pour retrouver les traces de son décès furent vaines.
Wille fils a dessiné le portrait de son père (1774), le portrait de sa mère, Marie-Louise Deforge (1774), son propre portrait (1773), le portrait de Mme Wille, celui de Georges-Jacques Danton le jour de son exécution, exposé en 2015 au Musée de la Conciergerie à Paris 1er (à moins qu'il ne s'agisse là d'une œuvre de son père le graveur Jean-Georges Wille ?), et le sculpteur Vernet, neveu du peintre, exécuta le buste de P.-A. Wille.

## Dessins
- Le Concert, plume et encre brune, H. 0,360 ; L. 0,514 m[2]. Paris, Beaux-Arts de Paris[3]. D'inspiration caravagesque , il s'agit, dans ce dessin complexe qui renvoie à plusieurs modèles, d'un pastiche de gravure exécuté d'une plume incisive et minutieuse. Daté de 1801, il semble s'inspirer des tableaux de Valentin de Boulogne dans lesquels au thème de la réunion musicale s'ajoute celui des âges de la vie.